# P
|  | Aquest article tracta sobre el símbol i lletra P. Vegeu-ne altres significats a « P (pel·lícula)». |

La P és la setzena lletra de l'alfabet català i tretzena de les consonants. El seu nom és pe.

## Fonètica
En català la lletra P representa el so oclusiu bilabial sord de l'alfabet fonètic internacional. Davant de l i després de síl·laba tònica es dobla a bona part del domini lingüístic (ample). És muda quan va després d'una m que formi part de la mateixa síl·laba (redempció)

## Significats de P
- Bioquímica: en majúscula és el símbol de la prolina.
- Física: Es refereix als protons
- Lingüística: Indica proposició
- Matemàtiques: És l'abreviatura de polinomi
- Química: en majúscula és el símbol de l'element químic fòsfor.
- SI: en majúscula, símbol de peta i en minúscula de pico.
- Símbols: Una P sobre fons blau indica aparcament permès.

## Símbols derivats o relacionats
| Caràcter | Descripció          | Unicode (maj./min.) | Html (maj./min.) | Notes d'ús |
| -------- | ------------------- | ------------------- | ---------------- | ---------- |
| Ṗ        | P amb punt superior | U+1E56 U+1E57       |                  | irlandès   |